# うつくしまyosakoi祭り
うつくしまYOSAKOIまつり（うつくしまよさこいまつり）は、毎年9月中旬に福島県内で開催される県内最大の「YOSAKOIイベント」である。通称「うつよさ」。2001年以降、毎年開催されている。審査希望チームを募集し、コンテストが行われる。主催はNPO法人うつくしまYOSAKOI振興会。

## 概要
北海道で得たYOSAKOIソーラン祭りの感動を福島県にも伝えたいと県内各地で普及活動を始め、その思いの元に2001年に行われた「うつくしま未来博」に関連して「第1回うつくしまYOSAKOIまつり」が行われた。その後、県内各地を持ち回りで毎年開催され、今では福島県の秋の風物詩となっている。

## 参加条件
「三つのルール」が定められており、これらはそれぞれよさこい祭りとYOSAKOIソーラン祭りをモチーフにしている。
1. 鳴子を手に持ち、演舞（踊り）の一部を構成する。
2. 曲に民謡等を取り入れる「地元（地域）に根付いている曲・踊り・歌等」。
3. 礼に始まり礼に終わる。

## 歴代大賞チーム
- 第1回【うつくしま未来博】（2001年） - 審査なし
- 第2回in会津（2002年） - Wonderなみえ
- 第3回in原町（2003年） - 郷人
- 第4回inいわき（2004年） - 郷人
- 第5回in県北（2005年） - Wonderなみえ
- 第6回in県南（2006年） - 郷人
- 第7回in相双（2007年） - はね駒
- 第8回in会津（2008年） - 郷人
- 第9回（2009年） - 郷人
- 第10回（2010年） - 郷人
- 第11回（2011年） - 審査なし
- 第12回（2012年） - 審査なし
- 第13回（2013年） - 審査なし (台風18号の影響で中止)
- 第14回（2014年） - 郷人